# Порту-Велью (микрорегион)

Порту-Велью на карте.

Порту-Велью (порт. Microrregião de Porto Velho) — микрорегион в Бразилии, входит в штат Рондония. Составная часть мезорегиона Мадейра-Гуапоре. Население составляет 540 320 человек (на 2010 год). Площадь — 65 659,777 км². Плотность населения — 8,23 чел./км².

## Демография
Согласно сведениям, собранным в ходе переписи 2010 г. Национальным институтом географии и статистики (IBGE), население микрорегиона составляет:
| Полное население                             | Полное население                             | Полное население                             | Полное население                             | 540 320 |
| -------------------------------------------- | -------------------------------------------- | -------------------------------------------- | -------------------------------------------- | ------- |
| в том числе:                                 | Городское население                          | 454 445                                      | Процент городского населения, %              | 84,11   |
|                                              | Сельское население                           | 85 875                                       | Процент сельского населения, %               | 15,89   |
|                                              | Мужское население                            | 276 203                                      | Процент мужского населения, %                | 51,12   |
|                                              | Женское население                            | 264 117                                      | Процент женского населения, %                | 48,88   |
| Плотность населения, чел/км²                 | Плотность населения, чел/км²                 | Плотность населения, чел/км²                 | Плотность населения, чел/км²                 | 8,23    |
| Население микрорегиона в % к населению штата | Население микрорегиона в % к населению штата | Население микрорегиона в % к населению штата | Население микрорегиона в % к населению штата | 34,58   |

## Состав микрорегиона
В составе микрорегиона включены следующие муниципалитеты:
1. Буритис
2. Кампу-Нову-ди-Рондония
3. Кандеяс-ду-Жамари
4. Кужубин
5. Итапуан-ду-Уэсти
6. Нова-Маморе
7. Порту-Велью